# Pankow (metropolitana di Berlino)
La stazione di Pankow è una stazione della metropolitana di Berlino, capolinea settentrionale della linea U2.

## Interscambi
- Stazione ferroviaria (Berlin-Pankow)[1]
- Fermata tram (S+U Pankow, linee M1 e 50)[2]
- Fermata autobus